# Milorad Ulemek Legija
Milorad Ulemek Legija (Beograd, 15. ožujka 1968.) je bivši pripadnik francuske Legije stranaca (u istoj poznat kao Brasil), član Srpske dobrovoljačke garde (poznat kao Legija), vojnik a zatim i zapovjednik Crvenih beretki.
Jedan od glavnih organizatora ubojstva premijera Srbije Zorana Đinđića, bivšeg predsjednika predsjedništva Srbije Ivana Stambolića, članova SPO na Ibarskoj magistrali i mnogih drugih. Sva ova zlodjela izvršio je pod okriljem Službe državne bezbednosti preko Jedinice za Specijalne Operacije (JSO) čiji je zapovjednik bio.

## Životopis

### Francuska Legija stranaca
Ulemek je rođen 1968. od oca Milana (podoficira u JNA) i majke Natalije (domaćice). Još u ranoj mladosti bio je problematičan. Završio je tečaj za automehaničara i maturirao u muzičkoj školi. Nakon neuspjele pljačke 1985. pobjegao je u Francusku i 10. travnja 1986. je stupio u Francusku Legiju stranaca. Ostao je u Legiji nekoliko godina, boreći se u Čadu, Libiji, Bejrutu, Francuskoj Gvajani i Iraku (Zaljevski rat). Zbog toga je dobio nadimak Legija.

### Srpska dobrovoljačka garda
Ulemek se vratio u Srbiju na početku velikosrpskih pohoda i pristupio je Srpskoj dobrovoljačkoj gardi (Arkanovim Tigrovima), paravojnoj jedinici koja je brzo postala poznata po brojnim ratnim zločinima. Ulemek je prvo bio instruktor, a kasnije je unaprijđen u jednog od zapovjednika Garde i borio se s Arkanom u Hrvatskoj i Bosni. Bio je na čelu specijalne jedinice u istočnoj Slavoniji pod imenom "Super Tigrovi" koja je djelovala 1994. i 1995. te oko Bihaćkog džepa.

### Crvene beretke
Kada su Tigrovi raspušteni 1996., Ulemek je stupio u Jedinicu za specijalne operacije Službe državne bezbednosti, koja je poznatija kao Crvene beretke. Ulemek je postao zapovjednik Crvenih beretki 1999.
Tijekom rata na Kosovu, Legija je bio zapovjednik Crvenih beretki na bojištu.
Osuđen je za umiješanost u ubojstvo bivšeg predsjednika predsjedništva Srbije Ivana Stambolića i ubojstvo četiri člana Srpskog pokreta obnove Vuka Draškovića u prometnoj nesreći na Ibarskoj magistrali.
Nakon brojnih incidenata u travnju 2001., Legija je pod pritiskom vlasti na svoj zahtjev smijenjen s mjesta zapovjednika Jedinice za specijalne operacije.
Jedinica je raspuštena 25. ožujka 2003. godine nakon ubojstva premijera Zorana Đinđića, odlukom Vlade Republike Srbije.

### Suđenja
Nakon preko tri godine suđenja 23. svibnja 2007. godine Legija je osuđen na 40 godina za sudjelovanje u ubojstvu Zorana Đinđića 12. ožujka 2003.
U lipnju 2005. Legija je osuđen na 15 godina zatvora zbog svog sudjelovanja u ubojstvu četvorice članova Srpskog pokreta obnove u prometnoj nesreći na Ibarskoj magistrali i pokušaj ubojstva Vuka Draškovića u lipnju 2000. u Budvi. Na presudu je uložena žalba i Vrhovni sud Srbije ju je uvažio krajem ožujku 2006. Nakon treće presude Legija je osuđen na 15 godina zatvora.
U srpnju 2005. Legija je osuđen na 40 godina (maksimalna kazna) za ubojstvo Ivana Stambolića i pokušaj ubojstva Vuka Draškovića u Budvi. U srpnju 2006. Vrhovni sud Srbije je potvrdio presudu.